# داگلاس مک‌آرتور
ژنرال داگلاس مک‌آرتور(به انگلیسی: Douglas MacArthur)(۲۶ ژانویه ۱۸۸۰ – ۵ آوریل ۱۹۶۴)، ژنرال آمریکایی بود که به عنوان فرمانده ارشد در جنگ جهانی دوم و جنگ کره خدمت کرد و به درجه ژنرالی نیروی زمینی نائل شد، وی یکی از پنج نفری بود که به چنین درجه‏‌ای دست یافتند. مک‌آرتور در میان جنگ جهانی اول و دوم، فرمانده ارتش آمریکا در اقیانوس آرام بود و در جنگ کره، نقش مهمی را در بخش آسیای شرقی ایفا می‌کرد. وی در جنگ مدار ۳۸ درجه جنگ کره، فرمانده قوای ملل متحد در کشور مزبور بود. او مدال افتخار را برای خدماتش در فیلیپین دریافت کرد. همچنین به مدت هفت سال فرماندار نظامی ژاپن و مأمور اداره ژاپن در زمان اشغال توسط آمریکایی‌ها بعد از جنگ جهانی دوم بود.
برادر زاده مک آرتور با نام داگلاس مک‌آرتور دوم، بین سال‌های ۱۹۶۹ تا ۱۹۷۲، سفیر آمریکا در ایران بود.

## جوانی
داگلاس در ۲۶ ژانویه سال ۱۸۸۰ در سربازخانه لیتل راک در آرکانزاس به دنیا آمد. جایی که پدرش، آرتور مک آرتور (۱۸۴۵ – ۱۹۱۲)، به عنوان افسر ارتش خدمت می‌کرد.
در ۱۹۰۳ داگلاس به عنوان یکی از نفرات برتر از دانشکده افسری وست پوینت فارغ‌التحصیل شد و به عنوان افسری جوان به ارتش آمریکا در فیلیپین پیوست. در فیلیپین داگلاس در کارها به پدرش کمک می‌کرد تا زمانی که در ۱۹۱۷ آمریکا رسماً وارد جنگ جهانی اول شد که داگلاس به عنوان یک افسر ارشد در لشکر چهل و دوم موسوم به رنگین کمان ، منتقل و در جبهه فرانسه جنگید. جایی که به درجه سرتیپی نایل گردید.

## جنگ جهانی دوم

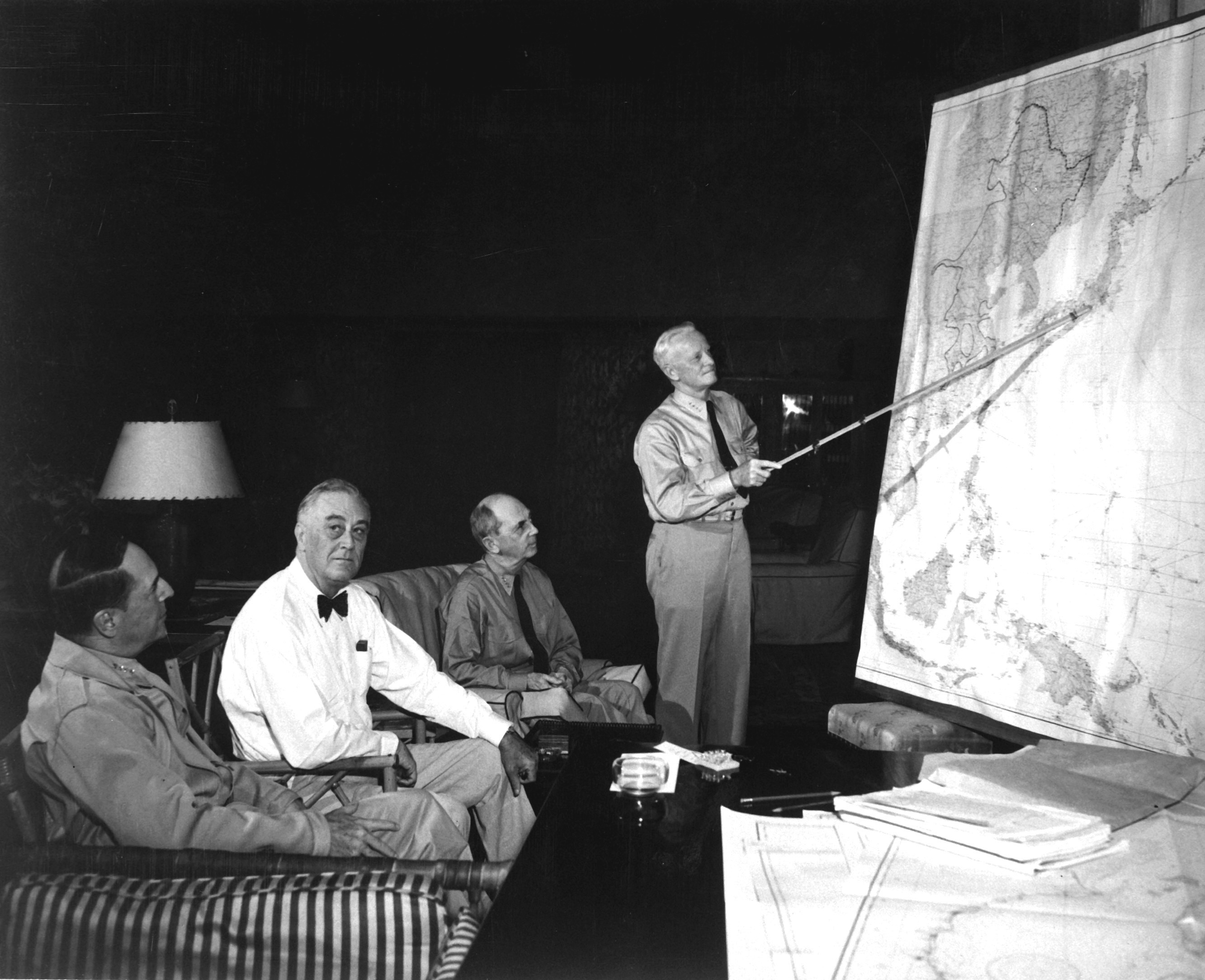
کنفرانس هاوایی از چپ به راست، ژنرال مک آرتور، رئیس‌جمهور روزولت، دریاسالار لیهی و دریاسالار نیمیتز (ایستاده) سال ۱۹۴۴

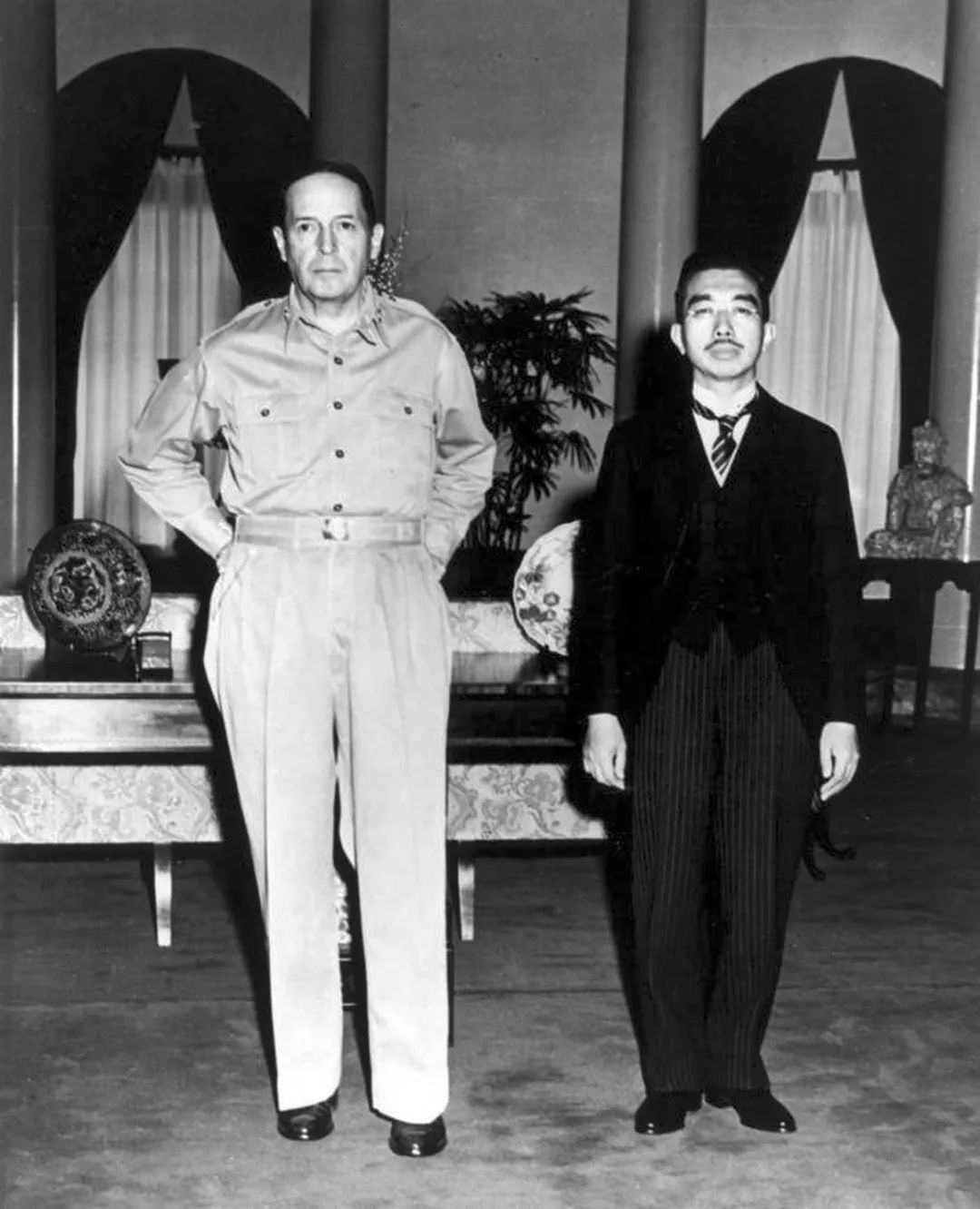
مک آرتور و امپراتور ژاپن هیروهیتو در اولین جلسه خود در سپتامبر ۱۹۴۵

در سال ۱۹۴۱ و زمانی که امپراتوری ژاپن روز به روز در آسیا به توسعه طلبی‌های ارضی خود دامن می‌زد، ژنرال داگلاس مک آرتور مجدداً به خدمت فراخوانده شد و به عنوان فرمانده نیروهای ارتش ایالات متحده در شرق دور منصوب گردید. پس از این انتصاب و در ۸ دسامبر ۱۹۴۱، نیروی هوایی تحت فرمان مک آرتور در یک حمله غافلگیرانه توسط ژاپنی‌ها ضربات سنگینی متحمل شد و مک آرتور مجبور شد دستور عقب‌نشینی گسترده نیروهای آمریکایی را صادر کند. در جریان حملات سنگین نیروهای ژاپنی به جزایر فیلیپین، و به دستور فرانکلین روزولت (رئیس‌جمهور وقت ایالات متحده)، ژنرال مک آرتور به همراه خانواده و ستاد فرماندهی اش به استرالیا گریخت. اما مدت کوتاهی پس از این واقعه تلخ، مک آرتور قول داد که دوباره بازخواهد گشت. در آوریل ۱۹۴۲، مک آرتور به عنوان فرماندهی منطقه جنوب غربی اقیانوس آرام منصوب شد و به دلیل دفاع در برابر نیروهای ژاپنی در فیلیپین، نشان افتخار دریافت کرد. دو سال و نیم بعد مک آرتور به زد و خورد با نیروهای ژاپنی در اقیانوسیه پرداخت تا اینکه سرانجام در اکتبر ۱۹۴۴ فیلیپین را از ژاپنی‌های پس گرفت.
ژنرال مک آرتور در دسامبر ۱۹۴۵، طی یک مراسم رسمی با ژاپنی‌ها قرارداد تسلیم بی قید و شرط این کشور را امضا کرد. مک آرتور همچنین از سال ۱۹۴۵ تا سال ۱۹۵۱ به عنوان فرمانده فاتح ژاپن، مسئول نظارت بر روند خلع سلاح نیروهای نظامی و انجام برخی اصلاحات در این کشور بود.

## جنگ کره

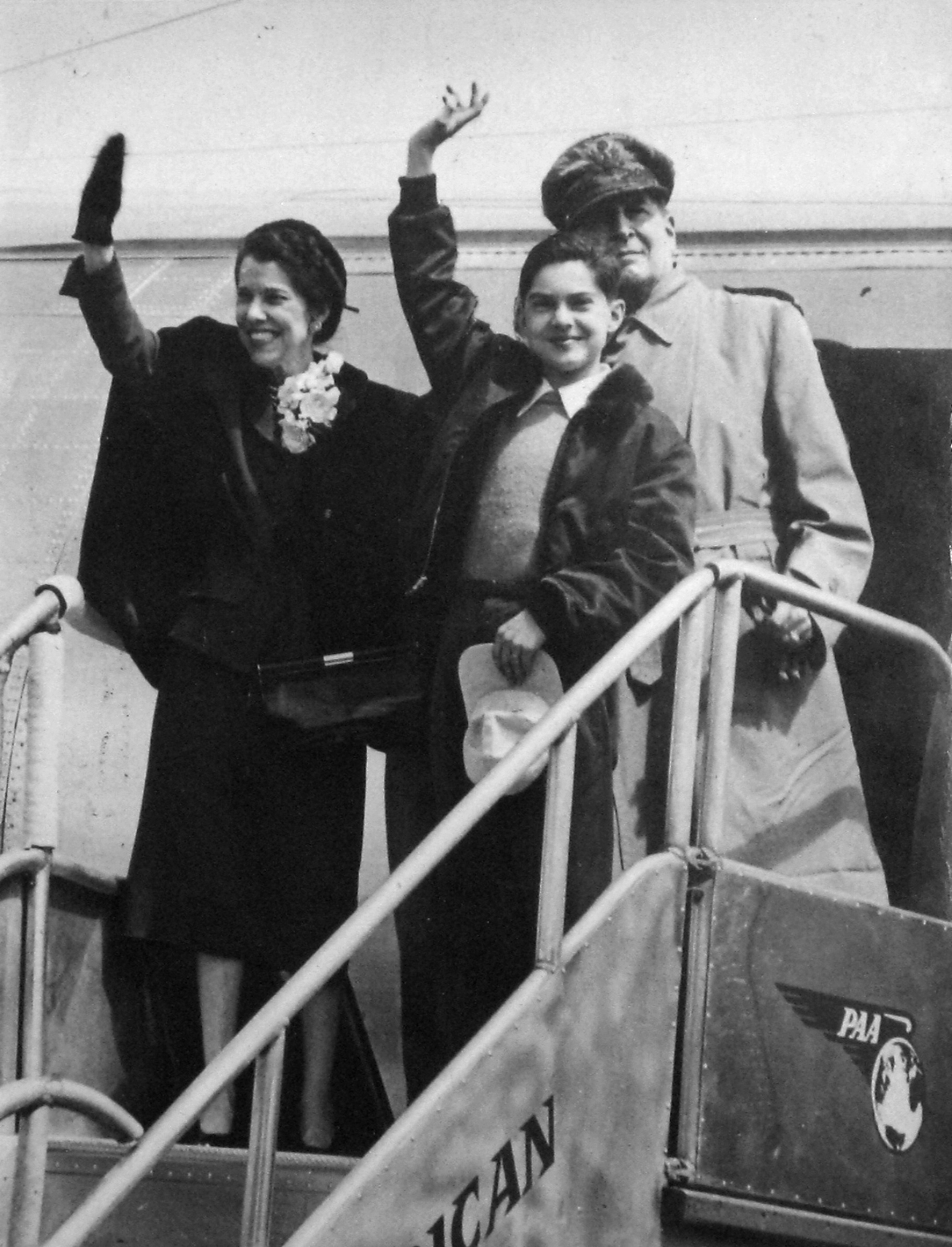
توضیحات: عکس داگلاس مک آرتور، همسرش و پسرش که در سال 1950 برای بازدید به فیلیپین بازگشتند.

در سال ۱۹۵۰، سربازان کمونیست کره شمالی به جمهوری حاکم بر کره جنوبی حمله کردند و بدین ترتیب جنگ دو کره آغاز شد. نبرد ابتدا با پیشروی کمونسیت‌ها همراه بود اما ژنرال مک آرتور به عنوان فرمانده ارشد نیروهای سازمان ملل منصوب شد تا دولت کره جنوبی را حمایت کند. مک آرتور نیروهایش را در برابر کمونیست‌ها فرماندهی کرد و طی چند نبرد توانست آنها را وادار به عقب‌نشینی به مرزهای جمهوری خلق چین بکند.

## برکناری از نبرد در شرق
در خلال جنگ کره، مک آرتور با رئیس‌جمهور هری ترومن ملاقاتی داشت تا گزارشی از وضعیت جبهه جنگ به او ارائه کند. ترومن به شدت نگران گسترش جبهه جنگ و مداخله چین و شوروی بود اما مک آرتور به او اطمینان داد که احتمال مداخله چینی‌ها در جنگ بسیار ضعیف و بلکه بعید است. اما در همین حین و در نوامبر و دسامبر سال ۱۹۵۰ نیروی عظیمی از سربازان چینی به شبه جزیره کره سرازیر شدند و در پشتیبانی از کمونیست‌های کره شمالی سربازان مک آرتور را به وحشت انداختند. مک آرتور از ترومن درخواست کرد به او اجازه بمباران چین و استفاده از ارتش ملی تایوان برای مقابله با کمونیست‌های چینی را بدهد. اما ترومن که به شدت از شروع یک جنگ تازه در برابر چین و احیاناً شوروی واهمه داشت، قبول نکرد و به ژنرال مک آرتور دستور داد که جنگ کره باید فقط در شبه جزیره کره محدود شود. مک آرتور که به شدت با استراتژی سیاسی ترومن مخالف بود، بنای ناسازگاری گذاشت تا جایی که سرانجام ترومن در آوریل ۱۹۵۱ او را از سمت فرماندهی شرق خلع و متیو ریجوی را جایگزین وی نمود.

## پایان کار
در سال ۱۹۵۲ و پس از یک تجربه ناموفق سیاسی، مک آرتور قدم به دنیای اقتصاد گذاشت و در یک شرکت تولید تجهیزات الکترونیکی تجاری به عنوان رئیس هیئت مدیره منصوب شد. وی سرانجام در سن ۸۴ سالگی در ۵ آوریل سال ۱۹۶۴ در بیمارستان نظامی والتررید واشینگتن در گذشت. جسد او در یادمانی تحت عنوان نام خانوادگی اش در نورفک، ویرجینیا دفن شد.

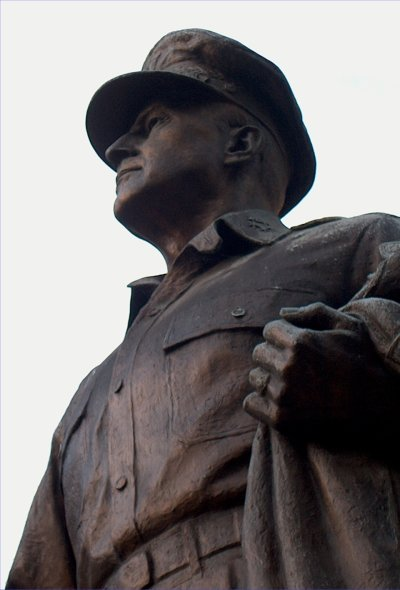
تندیس یادبود داگلاس مک آرتور در نورفک، ویرجینیا